# 五月岬級車輛運輸艦
五月岬級車輛運輸艦是一款服役於美國海軍的重型載駁貨船。

## 發展
福爾河造船廠於1970年代初期根據合約為萊克斯兄弟輪船公司建造三艘C8-S-82a型號的海蜂系統海上駁船，相較於傳統貨輪，該類型的船隻不直接裝載貨物，而是運輸已經裝載好貨物的駁船。這種設計的主要優勢在於大幅縮短裝卸時間，因為母船只需進行駁船的裝卸作業。該船配備2000噸級船尾升降平台進行裝卸作業，在理想條件下，整個過程僅需13小時即可完成。與之類似的設計是採用LASH系統的F-岬級。
在萊克斯兄弟輪船公司服役10多年後，美國海事局於1986年正式收購該級三艘，並分配到美國軍事海運司令部轄下，並命名為Cape M-Class。五月岬級在服役後不久便爆發了波斯灣戰爭，而五月岬級也立馬參與沙漠風暴行動，並在之後持續參與多次軍演以及人道活動。
21世紀後，隨著戰略目標改變，美軍開始縮編輔助軍艦規模，而美軍也於2021年將五月岬級徹底退役，只剩下門多西諾岬號處於「已停用」狀態，並封存至今。

## 同級艦
| 艦名         | 舷號       | 造船廠       | 下水       | 服役（民用） | 服役（軍用） | 退役                      | 結局   |
| ------------ | ---------- | ------------ | ---------- | ------------ | ------------ | ------------------------- | ------ |
| 五月岬號     | T-AKR-5063 | 福爾河造船廠 | 1972-02-27 | 1972-09-26   | 1986-07-25   | 2021                      | 已退役 |
| 門多西諾岬號 | T-AKR-5064 | 福爾河造船廠 | 1971-10-10 | 1972-06-21   | 1986         | 尚未(2008年降為封存層級） | 封存中 |
| 莫西干岬號   | T-AKR-5065 | 福爾河造船廠 | 1972-09-23 | 1973-03-16   | 1986-03-20   | 2021                      | 已退役 |

## 補充
1. ↑  根據海軍歸類，也能稱之為M-岬級（Cape M Class）
2. ↑  美軍將其歸類在車輛運輸艦
3. ↑  LASH船隻使用體積較小的駁船，但載運數量更多。LASH船隻的裝卸作業是透過船上405噸級門式起重機來完成的。
4. ↑  尚未正式退役
5. ↑  該級的艦名皆是以M-字為開頭
6. ↑  May

## 外部連結
- Vehicle Cargo Ships - AKR
- SS Cape May
- SS Cape May NavSource
- Vehicle Cargo Ships - AKR
- Factsheet on the website of the MSC
- NavSource Online Service Ship Photo Archive: Mohican
- Maritime Administration Record Detail: Mohican